# Más (álbum de Redimi2 & Funky)
Más  es un álbum de estudio colaborativo entre el cantante dominicano Redimi2 y el cantante puertorriqueño Funky.
Dentro del estilo musical del álbum, existe una variedad de ritmos urbanos como el pop, el electro, el hip hop y el trap, entre otros. De este álbum, se desprenden algunos sencillos como: «Yo soy así», «Como lo haces tú» y «Ven conmigo», con las participaciones de Jesús Adrián Romero, Any Puello, Annette Moreno y Blanca.
Este álbum fue galardonado como "Mejor Álbum Urbano" y nominado a "Mejor diseño de portada" en los Premios Arpa 2013.

## Lista de canciones
| N.º | Título                                  | Duración |  |
| 1.  | «Más» (con Blanca)                      | 4:10     |  |
| 2.  | «Yo soy así»                            | 3:58     |  |
| 3.  | «No me conformo (Quiero más)»           | 3:55     |  |
| 4.  | «Como lo haces tú» (con Any Puello)     | 3:33     |  |
| 5.  | «Me falta tu amistad»                   | 3:53     |  |
| 6.  | «Ven conmigo» (con Jesús Adrián Romero) | 4:04     |  |
| 7.  | «Su mirada» (con Annette Moreno)        | 4:09     |  |
| 8.  | «Virus»                                 | 3:25     |  |
| 9.  | «Fama»                                  | 3:59     |  |
| 10. | «Más bajas, más subes»                  | 3:23     |  |
| 11. | «Todavía» (Funky)                       | 3:56     |  |
| 12. | «Heme aquí (Remasterizado)»             | 3:19     |  |

## Remezclas
| N.º | Título                                | Duración |  |
| 1.  | «Todavía (Remix)» (Funky con Redimi2) | 3:56     |  |

## Videos musicales y sencillos

### Yo soy así
Es el primer sencillo y videoclip del álbum. Fue dirigido por Sway Mendez y fue grabada en Manhattan. Se presenta a Redimi2 y Funky como dos hombres que viven algunas experiencias personales mientras disfrutan su vida de manera cotidiana. La idea muestra la actitud de un verdadero cristiano al no cambiar su manera de creer, de pensar y de obrar por causa de la presión social. El vídeo fue nominado a Mejor vídeo musical en los Premios Arpa 2013.

### Todavía
Es el segundo sencillo del álbum. 
La canción sería escrita por Redimi2 con el fin de que la cantara Don Omar, pero al final la terminaría cantando Funky.

### Como lo haces tú
Es el tercer sencillo y segundo videoclip del álbum. En las imágenes se contemplan a los tres cantantes disfrutan una noche en un parque de diversiones mientras conviven como amigos. Se muestran a Redimi2, Funky y Any Puello como actores del videoclip.